# Euptychia thelete
Euptychia thelete är en fjärilsart som beskrevs av Pieter Cornelius Tobias Snellen 1886. Euptychia thelete ingår i släktet Euptychia och familjen praktfjärilar. Inga underarter finns listade i Catalogue of Life.